# Zavezniki prve svetovne vojne
Zavezniki prve svetovne vojne so bile države, ki so se povezale v vojaške koalicije na prehodu iz 18. v 19. stoletje. Leta 1879 sta se v obrambno vojaško zvezo povezali vladi tako imenovanih “centralnih sil”, to je Nemško cesarstvo in Avstro-Ogrska, ki se jima je leta 1882 pridružila še Kraljevina Italija. V odgovor je leta 1904 nastala “antanta”, to je zveza Združenega kraljestva Velike Britanije in Irske ter Francije, h kateri je 1907. pristopila tudi Rusija. Pozneje sta se centralnim silam pridružili tudi Osmansko cesarstvo in Bolgarija, medtem ko je Italija leta 1915 vstopila v vojno na strani antante.